# Watervallen van Rešov

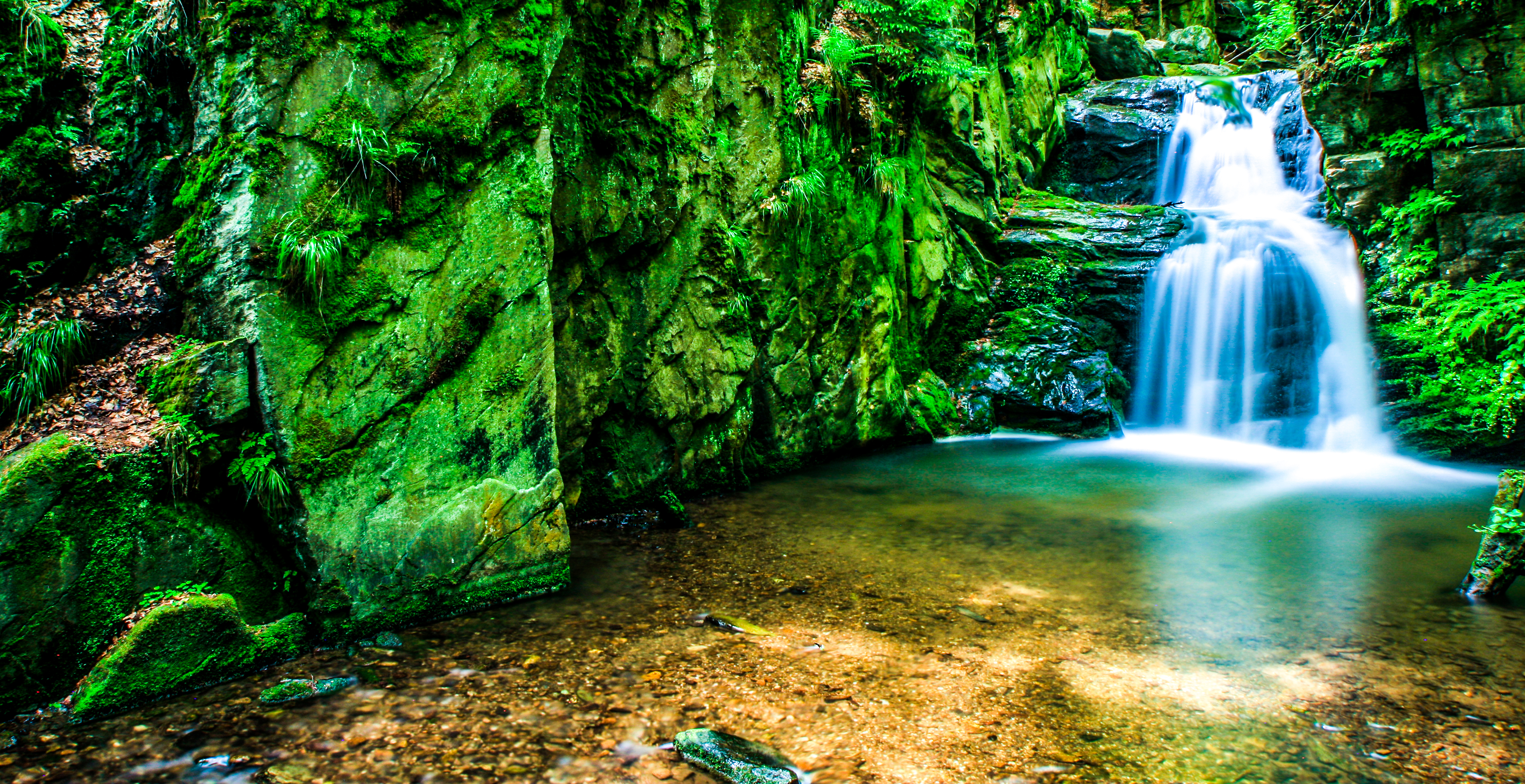
de grootste waterval

De watervallen van Rešov (Tsjechisch: Rešovské vodopády) bevinden zich in het dal van de rivier de Huntava, ongeveer 1,5 kilometer van het dorp Rešov in het Jeseniky-gebergte in het noorden van Tsjechische regio Moravië. De rivier loopt hier door een diepe, smalle kloof en bevat meerdere watervallen. Langs deze waterpartijen is een voetpad aangelegd voor toeristen, en er zijn op gevaarlijke plekken trappen, bruggetjes en leuningen gemaakt. De route is niet begaanbaar voor rolstoelen of mensen die slecht ter been zijn.

## Beschermd gebied
De watervallen maken deel uit van het 71,6 hectare grote Nationaal Natuurreservaat Rešovské Vodopády. Rondom de watervallen groeien bijzondere varens en mossen op de vochtige, schaduwrijke rotsen en omgevallen boomstammen.